# 東方大學 (菲律賓)
東方大學，簡稱 UE，是一家位於菲律賓馬尼拉著名的私立大學。大學創立於1946年，後在1990年被富翁陳永栽 接辦。UE 在高峰期曾錄取超過65,000名學生，並且被稱為「亞洲最大大學」，校友超過一百萬。除了本校以外，UE 還有加洛坎市 分校 和拉蒙·麥格塞塞紀念醫療中心(醫科學院) 兩所分校。